# FC Versailles
Der Football Club de Versailles 78 oder kurz FC Versailles ist ein Sportverein aus Versailles, dem Verwaltungssitz des französischen Départements Yvelines, das die Ordnungszahl 78 aufweist. Sportliche Bedeutung hat der Mehrspartenklub insbesondere durch seine Fußballabteilung erlangt, die hierunter im Mittelpunkt steht.
Die Vereinsfarben sind Königsblau und Weiß; die erste Mannschaft trägt ihre Heimspiele im städtischen Stade Montbauron aus, das über eine Zuschauerkapazität von gut 7.500 Plätzen verfügt.

## Geschichte
Der FC Versailles ist das Produkt mehrerer Vereinsfusionen im 20. Jahrhundert. Zu einem ersten Zusammenschluss kam es 1941 während der deutschen Besetzung von Teilen Frankreichs im Zweiten Weltkrieg, als sich vier örtliche Klubs aus der katholischen Sportbewegung FGSPF – deren älteste waren die 1907 gegründete Espérance de Versailles und Escouade Versaillaise von 1911 – zur Entente Sportive Versaillaise zusammentaten. 1960 fusionierte die ESV mit Stade Olympique und dem Football Athlétique Club zum Racing Club de Versailles, der knapp drei Jahrzehnte lang das fußballerische Aushängeschild der Stadt war, ohne allerdings landesweit nennenswerte Erfolge zu erzielen. 1989 kam es dann zu dem bisher letzten Zusammenschluss, als der RCV und die Compagnons Sportifs miteinander verschmolzen und sich seither FC Versailles 78 nennen.

## Ligazugehörigkeit und Erfolge
Weder der FC noch einer seiner Vorgänger hat bisher professionellen Status besessen, gehörte demzufolge auch noch nie der höchsten Spielklasse (Division 1, seit 2002 Ligue 1 genannt) an. Vielmehr pendelten sie allesamt im Amateurbereich, überwiegend zwischen dem vierten und dem achten Liganiveau. Lediglich von 1986 bis 1990 gehörte der Racing Club beziehungsweise der FC der dritten Division an, die damals allerdings noch keine landesweite Liga in einer einzigen Gruppe war, sondern aus fünf regionalen Staffeln bestand. Anschließend stürzte der Verein regelrecht ab und kehrte erst 2017 wenigstens in die fünfthöchste Spielklasse zurück. Zur Saison 2020/21 stieg der FC Versailles in die vierte Liga (National 2) auf, wo er nach nur einem  Jahr in seiner Gruppe an der Tabellenspitze stand und in die National (D3) aufstieg.
Erfolgreicher als im Punktspielbetrieb war Versailles allerdings im französischen Vereinspokalwettbewerb um die Coupe de France. Darin erreichte erstmal schon die ES Versailles 1944/45 die landesweite Hauptrunde, was ihr drei Jahre später erneut gelang und wobei sie dann sogar das Sechzehntelfinale erreichte. 1987 und 1989 war dann für den Racing Club sowie anschließend dreimal (2010, 2012 und 2020) für den FCV der Pokalparcours mit dem Zweiunddreißigstelfinale beendet. In der Saison 2021/22 allerdings überraschte der FC Versailles die Fachwelt, als er – wenngleich mehrfach vom Losglück begünstigt – als Viertligist sogar bis in das Halbfinale vorstieß, in dem er sich OGC Nizza geschlagen geben musste. Auf dem Weg dorthin hatte er mit dem Toulouse FC immerhin auch einen Zweitdivisionär besiegt, und das sogar auf dessen Platz.

## Bekannte Spieler und Trainer
In der Saison 1943/44 trainierte der Nationalspieler Maurice Dupuis die ES Versailles. Seit den 1980er Jahren gehörten zahlreiche später bekannt gewordene Fußballspieler den Jugendmannschaften von Versailles an; darunter waren Alain Goma (1982–1988), Stéphane Lièvre (1991/92), Thierry Henry und Jérôme Rothen (beide 1992/93), Sébastien Piocelle (1993/94), Hatem Ben Arfa (1999/2000), Jean-Philippe Mendy (1999–2001), Massadio Haïdara (2003–2005), Medhi Lacen und Rémi Gomis. In der Ligaelf spielten unter anderem Amara Simba (1983–1986), Alexandre Mendy (2001–2003, vorher schon in der Jugend), Walid Mesloub (2003–2005) sowie Charles Itandje (2018/19, seither Ko-Trainer).